# Liste des commanderies templières dans le Molise
Cette liste recense les anciennes commanderies et maisons de l'Ordre du Temple dans le Molise, région d'Italie.

## Histoire et faits marquants

Blason du comté de Molise

L'histoire du Molise en tant que tel débute avec la conquête normande de l'Italie du Sud au XIe siècle. La naissance du comté de Bojano au milieu de ce siècle constituant le point de départ de cette unité territoriale qui prendra le nom de comté de Molise au XIIe siècle. Il fait alors partie du royaume normand de Sicile fondé en 1130 et est au cœur d'un conflit qui opposait ce nouveau royaume au Saint-Empire romain germanique, en particulier à l'époque d'Hugues II de Molise. 
Dans le premier tiers du XIIIe siècle, Frédéric II du Saint-Empire instaura une nouvelle administration dans ce royaume, les « Giustizierati » dont celui qui regroupait la terre de Labour et le Molise et ce n'est qu'en 1538, à l'époque du royaume aragonais de Naples, qu'il en sera séparé pour être rattaché à la Capitanata dans les Pouilles.
Le Molise fut au cœur de la lutte du sacerdoce et de l'Empire lorsque Jean de Brienne marcha avec l'armée pontificale sur les Pouilles, profitant de l'absence de l'empereur Frédéric II, alors en Terre-Sainte. Il conquit de nombreuses villes à l'exception de Bojano où se trouvait Conrad, fils héritier de l'empereur. Mais Frédéric II, de retour cette année là (1229), réussit à reconquérir les villes perdues à partir du mois de juin.
Ces événements eurent un impact sur les relations entre les deux ordres militaires (templiers et hospitaliers) et Frédéric II. Ces deux ordres avaient en effet pris le parti de Jean de Brienne concernant le trône de Jérusalem, et avaient surtout reçu l'ordre du Pape Grégoire IX de ne pas aider Frédéric II. Une première vague de confiscation de leurs biens intervint à cette période mais l'avis des historiens est partagé concernant les raisons. Alain Demurger, notamment, pense qu'il ne s'agit dans un premier temps que des biens qui auraient été usurpés par la noblesse, puis donnés aux deux ordres (Armand de Périgord, maître de l'ordre du Temple se voyant confirmé diverses possessions en Calabre et en Sicile en 1229). À partir de 1231, certaines lettres du Pape prouvent qu'il y a bien eu des confiscations, puisqu'il en demande la restitution, mais c'est surtout à partir de 1239 que le phénomène s'amplifia lorsque Frédéric II fut excommunié pour la deuxième fois. Leurs possessions dans la région de Foggia à l'Est du Molise furent l'objet d'un inventaire détaillé en 1248/49, mais l'empereur reviendra sur l'ensemble de ces confiscations dans son testament (1250). 

## Possessions templières
* château ⇒ CH, baillie (Commanderie principale) ⇒ B, Commanderie ⇒ C, Fief ⇒ F, Hospice ⇒ H,
 Maison du Temple aux ordres d'un précepteur ⇒ M,  = Église (rang inconnu)
| Rang | Etablissement                | Ville actuelle (ou à proximité)              | Observations | Début présence templière |
| ---- | ---------------------------- | -------------------------------------------- | --- | ------------------------ |
| M    | Boiano                       | Bojano                                       | , | ?                        |
| F    | « Ripemusani »               | Ripalimosani                                 | , | ?                        |
| M    | San Bartolomeo di Ferrazanno | Ferrazzano                                   | [ 9 ] | c. 1150                  |
| C    | San Giacomo (Isernia)        | Isernia                                      | Ne pas confondre avec la commanderie hospitalière San Giovanni d'Isernia qui existait déjà au XIIIe siècle et à laquelle furent dévolus les biens de San Giacomo au XIVe siècle, | c. 1150                  |
| C    | San Giacomo degli Schiavoni  | San Giacomo degli Schiavoni                  | La seigneurie de San Giacomo leur appartenait, nombreux litiges avec le monastère bénédictin de Sainte-Marie de Tremiti au sujet des terres près de Termoli. ,                   | fin du XIIe siècle       |
| M    | Tappino                      | Quartier de Tappino, Sud-Ouest de Campobasso | , | 1207                     |
| M    | Termoli                      | Termoli                                      | Activités portuaires ? Dépendait de San Giacomo degli Schiavoni. , | 1248/49                  |

| Localisation dans le Molise (Liens vers les articles correspondants)                                                                   |
| --- |
| \| Abruzzes Campanie Latium Pouilles Boiano Ripemusani San Bartolomeo · di Ferrazanno San Giacomo · degli Schiavoni Tappino Termoli \| |
| Abruzzes Campanie Latium Pouilles Boiano Ripemusani San Bartolomeo · di Ferrazanno San Giacomo · degli Schiavoni Tappino Termoli       |

### Possessions douteuses ou à confirmer
Ci-dessous une liste de biens pour lesquels l'appartenance aux templiers n'est pas étayée par des preuves historiques:
- Acquaviva Collecroce[16].
- La basilique Sainte-Marie de Collemaggio, construite et financée par les templiers à la demande de Celestin V[17],[18],[N 4]?
- Commanderie de San Primiano di Larino[19].
- Guglionesi, citée dans l'ouvrage de Giovanni Guerrieri publié pour la première fois en 1909[20], mais cette hypothèse est infirmée par l'historienne Nadia Bagnarini[21] et apparaît comme une possession hospitalière datant du milieu du XIIe siècle[22].
- Le village abandonné de « Macchia Castellana », détruit lors du tremblement de terre de 1883, sur la commune de Castellino del Biferno[23]
- San Giovanni in Galdo, présence supposée[24].

Par ailleurs, l'enquête pontificale de 1373 sur les biens hospitaliers, qui mentionne un certain nombre de maisons dépendantes du prieuré de Capoue, peut laisser penser qu'il s'agissait de biens provenant des templiers. En effet, les hospitaliers semblent être peu présents dans le Molise au XIIIe siècle (Isernia uniquement) et comme on ne trouve pas trace de donations à leur égard, certains historiens avancent l'hypothèse qu'il puisse s'agir des biens dévolus à la suite de la disparation du Temple. Le problème étant qu'en fonction de l'historien auquel on se réfère, la liste des toponymes diverge... 
Les possessions hospitalières au XIVe siècle dans le diocèse de Bojano (mentionnées en tant que Domus, c'est-à-dire maison) étant les suivantes:
- À Bojano, la commanderie de Bojano et Venafro[8] dont une partie des biens provient assurément des templiers.
- Cantalupo nel Sannio[N 5].
- « Cascapera », toponyme disparu qui se trouvait à proximité de Campobasso[8].
- Ferrazzano, Ripalimosani et « Tappino » qui sont des anciens fiefs templiers.

Ainsi qu'une maison à Trivento, dans le diocèse du même nom.